# Frankenstraße 36 (Stralsund)

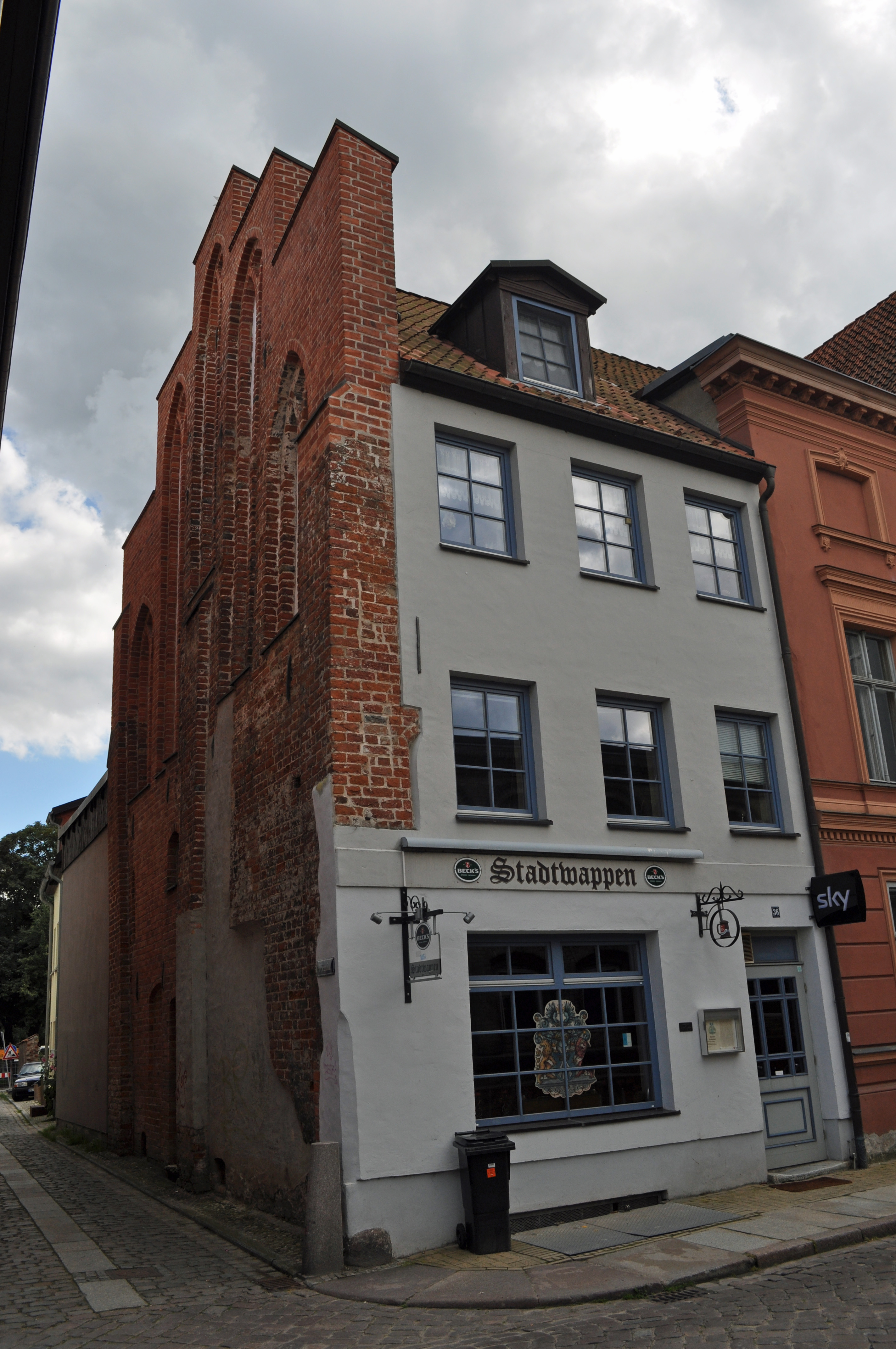
Das Haus Frankenstraße 36 Stralsund (2011)

Das Haus mit der postalischen Adresse Frankenstraße 36 ist ein unter Denkmalschutz stehendes Gebäude in der Frankenstraße in Stralsund, an der Ecke zur Straße Priegnitz.
Das dreigeschossige Eckhaus wurde im 14. Jahrhundert in Backstein errichtet. Die fragmentarisch original erhaltene Wand zur Straße Priegnitz weist einen Giebel mit gestaffelten Spitzbogenblenden auf.
Die zur Frankenstraße gelegene Fassade des Eckhauses wurde später erneuert und als Putzbau ausgeführt.
Das Haus liegt im Kerngebiet des von der UNESCO als Weltkulturerbe anerkannten Stadtgebietes des Kulturgutes „Historische Altstädte Stralsund und Wismar“. In die Liste der Baudenkmale in Stralsund aus dem Jahr 1997 ist es mit der Nummer 232 eingetragen.
Im Erdgeschoss beherbergt das Gebäude die Gaststätte „Stadtwappen“.